# Карантинный (мыс, Керченский пролив)
Карантинный (укр. Карантинний) — мыс на северо-востоке Керченского полуострова на территории Керченского горсовета (Крым). На берегу Керченского пролива Азовского моря.
Мыс Карантинный вдается в Керченскую бухту. На мысе расположено городище Мирмекий — античный греческий город. Севернее и восточнее расположены пляжи. У берега расположены подводные и надводные камни. Максимальная точка мыса — 16,8 м, она служит опорным тригонометрическим пунктом.
На севере к мысу примыкает жилая застройка Керчи. Севернее проходит Войкова улица, которая является частью автомобильной дороги федерального значения А290 (Новороссийск — Керчь).

## Топографическая карта
- Лист карты L-37-86 п  им  Войкова. Масштаб: 1 : 100 000. Состояние местности на 1988 год. Издание 1989 г.